# Gránit Bank
A GRÁNIT Bank Nyrt. vagy rövid nevén Gránit Bank egy digitális üzleti modell szerint működő magyarországi bank.

## Története

### Út a Gránit Bankig
Magyarországon 1985-ben döntöttek a kétszintű bankrendszer bevezetéséről, ami 1987. január 1-jén lépett életbe. Az intézkedéssel újra megnyílt az út a kereskedelmi bankok létrehozása előtt.
Az intézkedés támogatására a Magyar Nemzeti Bank és a Pénzügyminisztérium 1985-ben létrehozta az Általános Vállalkozási Bankot (ÁVB) 2,2 milliárd forint alaptőkével.
A bankot a rendszerváltás után, 1992-ben privatizálták, amit a német Westdeutsche Landesbank (WestLB) vásárolt meg. 1993-ban az ÁVB nevét Westdeutsche Landesbank (Hungaria) Rt.-re változtatták (később WestLB Hungaria Zrt.), és röviden WestLB néven működtek tovább. Üzletpolitikájukat és stratégiájukat teljes egészében a német anyavállalathoz igazítva, elsősorban az export-import forgalommal rendelkező nagyvállalatokat célozták meg.
1999-ben a bank teljes körű kereskedelmi jogosítványt szerzett, minek nyomán tevékenységét kiterjesztette a tanácsadási, befektetési banki, garanciavállalási, valamint a részvény-kereskedelmi és –jegyzési területekre is.
A banki licencet 2010 januárjában felvásárolta a Wallis Zrt., aminek égisze alatt Milton Bank Zrt. néven működött tovább, de csak alig három hónapig. 

### Gránit Bank Zrt.
2010. május 7-én Demján Sándor a PSZÁF engedélyével a Magyar Tőketársaság Zrt. nevű cégén keresztül megvette és a TriGránit nevű építőipari óriásvállalata után Gránit Banknak keresztelte át.  Elnöke Bartha Ferenc lett, vezérigazgatója pedig Hegedüs Éva, akinek a tulajdonában lévő E.P.M. Kft. a kezdetektől a bank egyik részvényese is volt. A Gránit Bank alig több mint 7 milliárd forint mérlegfőösszeggel zöldmezős bankként kezdte meg tevékenységét.
A bank digitális üzleti modellben kezdte el üzleti aktivitását, ügyfeleit a kezdetektől fogva elsősorban online csatornán keresztül szolgálja ki. Tevékenységének fókuszában a vállalkozások hitelezése és a lakossági ügyfelek pénzügyi szolgáltatásokkal történő kiszolgálása áll. Számos innovációt vezetett be Európában elsőként, például a VideóBankot 2012-ben és az újgenerációs mobilfizetést 2016-ban.
2012-ben Hegedüs vette át az igazgatótanács elnöki posztját is, amiben addig alelnöki pozícióban volt. Demján ezután összesen 20 százaléknyi részvényt adott el a következő években, 2013. június 20-án pedig a Nemzetgazdasági Minisztérium 2,58 milliárd forintért összesen 49 százalékos tulajdonrészt vásárolt fel. A menedzsmentjogok ugyanakkor továbbra is Demján és tulajdonostársai kezében maradtak. 2015. december 30-án 3,1 milliárd forint összegű tőkeemelés valósult meg, az újonnan kibocsátott törzsrészvényeket pedig a Pannónia Nyugdíjpénztár és a Magyar Állam jegyezte le. 2015 végén a Hegedüs Éva tulajdonában lévő E.P.M Kft. megvásárolta Demján Sándor maradék részvényeit, ezzel tulajdoni részesedése 33,8 százalékra nőtt. Demján Sándor ekkor a GRÁNIT Bank tiszteletbeli és örökös elnöke lett és maradt 2018-ban bekövetkezett haláláig.
2017. végén a magyar állam eladta a tulajdonában lévő, a 2015 év végi részvénykibocsátás miatt 36,5%-ra zsugorodott részvényhányadát, amelyet Hegedüs cége, az E.P.M Kft. vásárolt meg, amivel 61,2 %-os főrészvényes lett.
2017-ben a bank bevezette a teljesen online számlanyitást VideóBankon keresztül.
A bank 2019-ben bevezette az értékpapírszámla-nyitást és állampapírvásárlást VideóBankon, valamint integrálta rendszereibe az Apple Pay fizetési módot is.
A bank 2020-ban bevezette a szelfis számlanyitást az okostelefonos alkalmazáson keresztül.
A tulajdonosok 2020-ban tőkeemelést jelentettek be. Ekkor a Széchenyi Alapok kezelésében álló Kárpát-medencei Vállalkozásfejlesztési Kockázati Tőkealap 3 milliárd forint, Nyúl Sándor magánbefektető pedig 1,3  milliárd forint új tőkét fektetett a bankba. Szintén ebben az évben vezették be az Azonnali Fizetési Rendszert, a fizetési kérelmet és a QR-kódos utalást, valamint Magyarországon elsőként teljes egészében videóbankon keresztül is lehetővé tették a számlanyitást, digitális bankkártyával.

### Új tulajdonos, változatlan menedzsment
2021. december 30-án Hegedűs eladta a tulajdonában lévő részvények többségét a  BDPST Group érdekeltségébe tartozó Tiberis Digital Kft-nek, mely ekkor 57 százalékos tulajdonrészt szerzett. Ezzel Tiborcz István lett a bank egyik fő tulajdonosa. További tranzakciók és egy kétmilliárdos tőkeemelés nyomán 2023-ra a cég Gránit Bankban lévő tulajdonrésze 44,8 százalékra változott. Az adásvételt kísérő kommunikációban a vevő nyomatékosította, hogy a tranzakció nem jelent változást, a bankot továbbra is Hegedüs Éva elnök-vezérigazgató vezeti, aki kisebbségi tulajdonosként is érdekelt marad a bank részvényesi értékének növelésében.
A bank 2023-ban bevezette az applikáción belüli teljesen online értékpapírszámla-nyitást és állampapír vásárlást és eladást, valamint a piaci középárfolyamon való devizaváltást, és az appon belüli azonnali forint és devizakártya igénylést.

### Tőzsdére lépés
2024. november 25-től a Gránit Bank működési formája zártkörűen működő részvénytársaságról nyilvánosan működő részvénytársaságra változott, egyúttal a Társaság rövidített cégneve GRÁNIT Bank Nyrt.-re módosult. Ezzel párhuzamosan – ugyanezen a napon – a Gránit Bank meglévő törzsrészvényeit bevezették a Budapesti Értéktőzsdére. A bank társasági formája megváltozásával egyidőben új törzsrészvényeket is kibocsátott. A nyilvános társasággá válás és a tőzsdére való bevezetés nem hozott változást a bank üzleti modelljében. Hegedüs Éva elnök-vezérigazgatóként változatlanul teljes hatáskörrel vezeti a bankot, melynek társasági formájának megváltoztatását is – több nemzetközi tanácsadócég bevonásával – ő készítette elő, hogy aztán le is vezényelje a teljes folyamatot. A Hegedüs vezette menedzsment sem változott és az ügyfeleik is változatlan formában vehették igénybe a továbbiakban is a bankszolgáltatásait.

## Vezetőség
A bank vezérigazgatója alapításától kezdve Hegedüs Éva, aki 2012-től a bank igazgatóságának elnöki tisztét is betölti. Az elnök–vezérigazgatót 2019-től 2023-ig, megszakítás nélkül, minden évben megválasztotta a Forbes magazin  Magyarország legbefolyásosabb üzletasszonyának.

## Díjai, elismerései
A Gránit Bank számos nemzetközi elismerésben részesült. 2023-ban a bank elnyerte a Global Banking and Finance Review Leggyorsabban növekvő digitális bank Magyarországon 2023 díját. 2015-ben Business Worldwide Az Év Vezérigazgatója – Magyarország díjat ítélte meg Hegedüs Éva elnök-vezérigazgatónak. A The European 2015-ben és 2014-ben is az Év bankja Magyarországon díjjal jutalmazta a bankot.
Belföldön a MasterCard „Év Bankja” pályázatán 2012 óta számos első helyezést ért el.